# Meïr Aron Goldschmidt

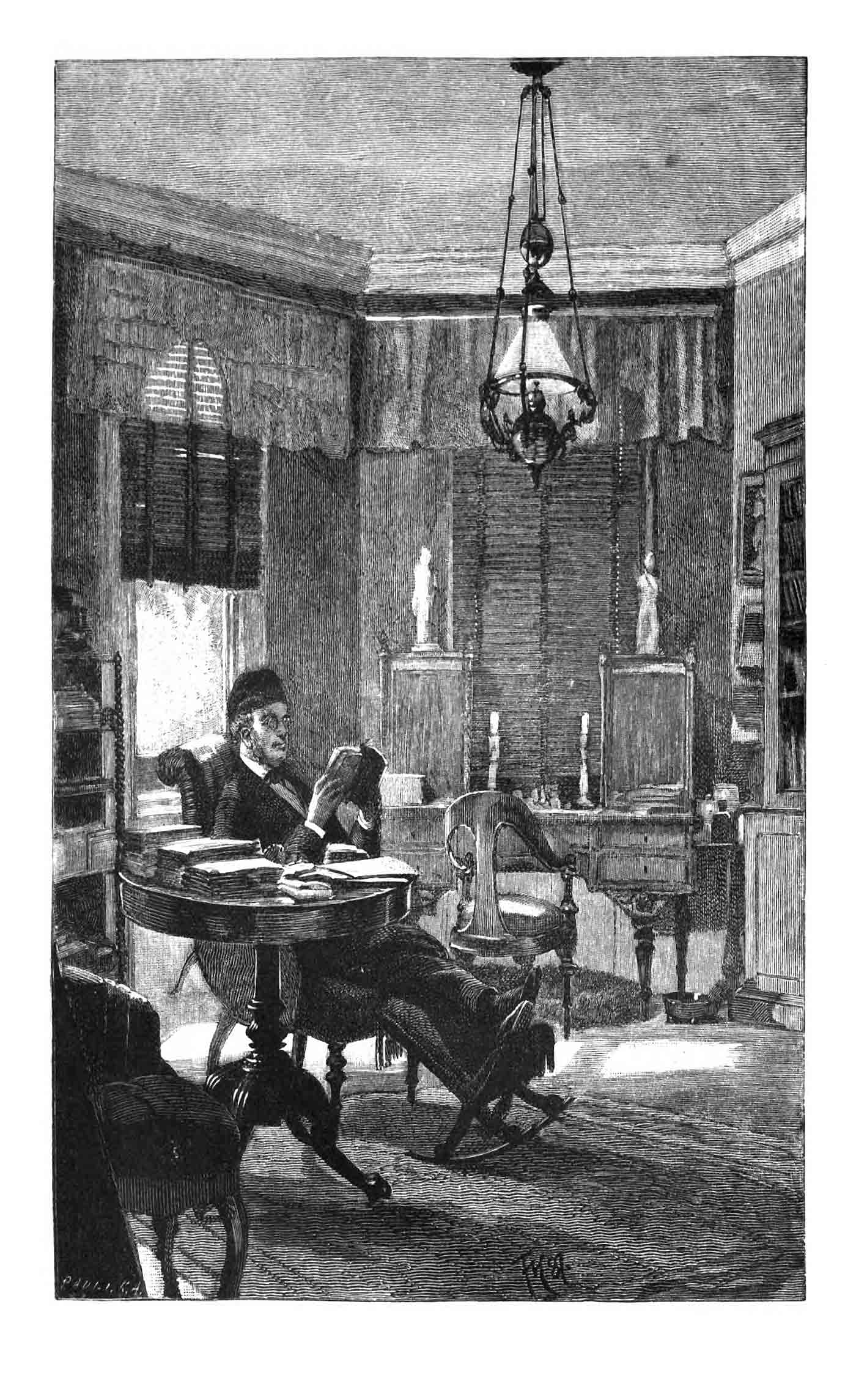
Träsnitt från 1887

Meïr Aron Goldschmidt född 26 oktober 1819 i Vordingborg, död 15 augusti 1887 på Frederiksberg, var en dansk författare och politisk journalist.

## Biografi
Goldschmidt föddes av judiska men föga ortodoxa föräldrar. Han var bror till författaren och feministen Ragnhild Goldschmidt. Han blev student 1837. Som helt ung utgav Goldschmidt 1837-40 Næstved Ugeblad och tog 1840 språnget från landsortjournalist till förgrundsfigur i den köpenhamnska pressen, i det att han 1840 grundade den satiriska veckotidningen Corsaren. Detta förskaffade honom åtskillig polemik, en tämligen tvivelaktig berömmelse samt en fängelsevistelse för politisk opposition. 
Den stridbare redaktören verkade samtidigt som poet, och utgav diktböckerna En Jøde. Novelle af Adolph Meyer (1845) och Fortællinger af Adolph Meyer (1846). År 1846 sålde Goldschmidt sin tidning och flyttade utomlands. 
Efter att 1847 ha grundat den politiska tidskriften Nord og Syd återvände han 1848 till Danmark för att leda tidskriften, som kom att utges fram till 1859. Han drev där tanken på en dansk-holsteinsk helstat. Nord og Syd kom att bli en av de viktigare tidskrifterna i dansk redaktionshistoria, främst genom Goldschmidts insatser. 
Under denna tid ligger hans övriga författarskap nere, endast romanen Hjemløs, fylld av politisk polemik utges under denna tid. Under 1860-talet blomstrar dock hans romanförfattande upp med romanerna Fortællinger og Skildringer (3 band, 1863), Breve fra Choleratiden (1865), Ravnen (1867), Den Vægelsindede paa Graahede (1867), Kærlighedshistorier fra mange Lande (1867), Smaa Fortællinger (1868) och Avromche Nattergal (1871).
Goldschmidt hämtade sina motiv från både Danmark och utlandet, från stad och land, från judiska och från kristna miljöer. I hela hans produktion är dock tanken om Nemesis, den förborgade världslagen grundmotivet. Goldschmidt är påverkad från så olika håll som Emanuel Swedenborg, Carl von Linné, tysk romantik och Talmud. Inom dansk litteratur hade han en slags föregångare i Carsten Hauch. Nemesisläran upptar också en stor plats i hans självbiografi Livs-erindringer og Resultater (2 band, 1877). 
Från Goldschmidts senare år märks samlingsverket Fortællinger og Virkelighedsbilleder (3 band, 1877-83) med novellerna Gift och Fortælling om to Børn samt den postumt utgivna Smaa skildringer fra Fantasi og Virkelighet. Mindre betydelsefulla är Goldsmidts talrika dramatiska arbeten.